# 布拉拜區
52°56′N 70°12′E / 52.933°N 70.200°E

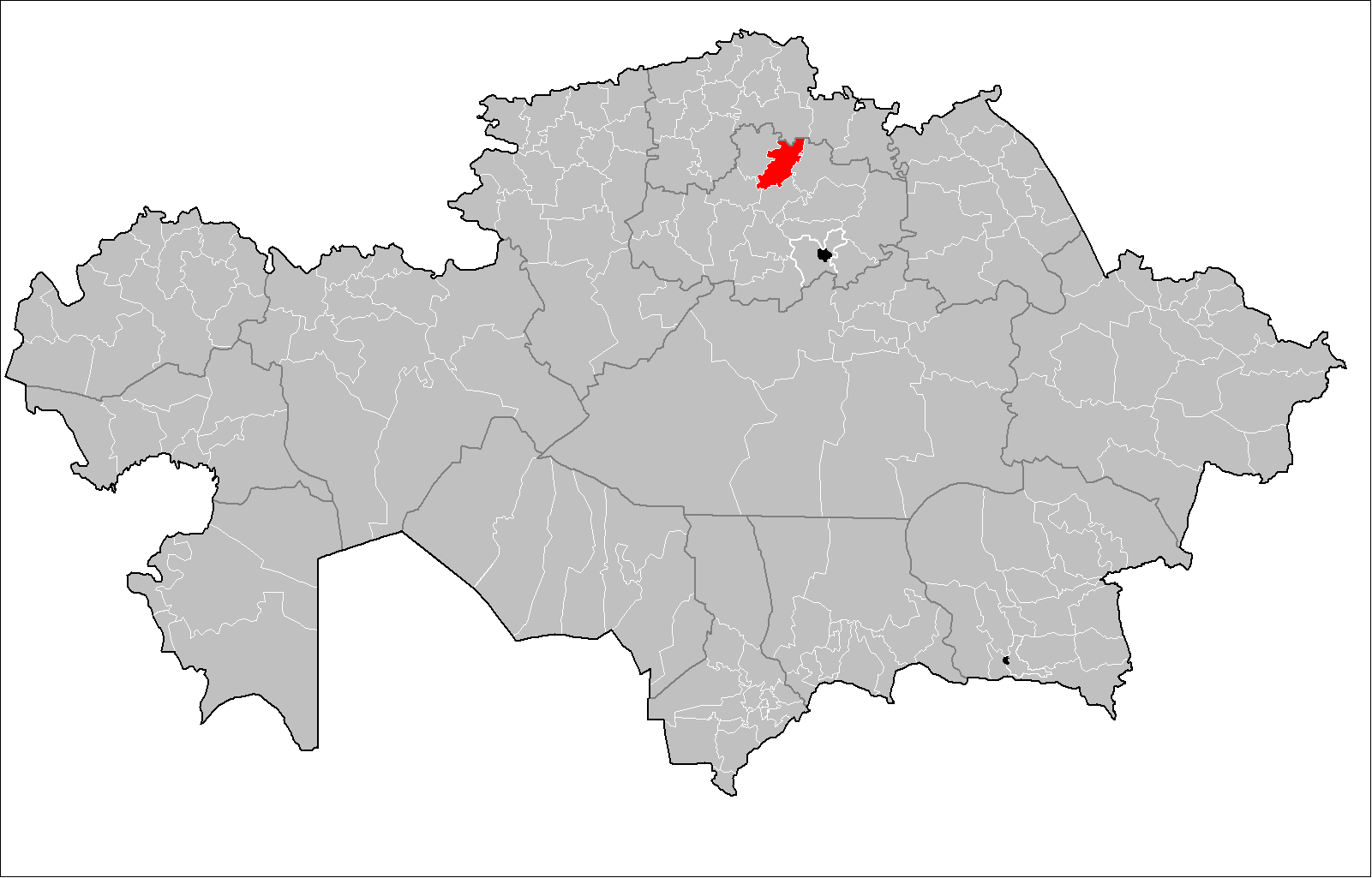

布拉拜區是哈薩克斯坦的行政區，位於該國北部，由阿克莫拉州負責管轄，首府設於休欽斯克，始建於1932年，面積5,900平方公里，2013年人口74,794。